# 普里济
普里济（法語：Prizy，法語發音：[pʁizi]）是法国索恩-卢瓦尔省的一个市镇，属于沙罗勒区。

## 地理
普里济（46°21'22"N, 4°13'17"E）面积4.26 平方千米，位于法国勃艮第-弗朗什-孔泰大區索恩-卢瓦尔省，该省份为法国中部省份，北起顺时针与科多尔省、汝拉省、安省、罗讷省、卢瓦尔省、阿列省和涅夫勒省接壤。
与普里济接壤的市镇（或旧市镇、城区）包括：圣于连德锡夫里、阿芒泽、奥耶、布里奥奈地区圣日耳曼。

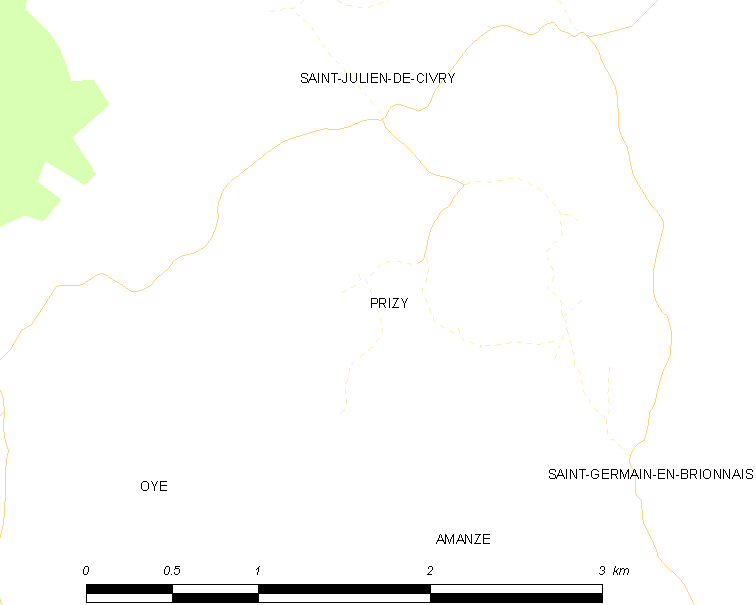
普里济的OSM定位图

普里济的时区为UTC+01:00、UTC+02:00（夏令时）。

## 行政
普里济的邮政编码为71800，INSEE市镇编码为71361。

## 政治
普里济所属的省级选区为沙罗勒县。

## 人口

1962-2008年间普里济人口变化图示

普里济于2022年1月1日时的人口数量为56人。